# Roman Weidenfeller
Roman Weidenfeller (* 6. August 1980 in Diez) ist ein ehemaliger deutscher Fußballtorhüter. Der Torwart stand 16 Jahre lang bei Borussia Dortmund unter Vertrag. 2014 wurde er mit der Nationalmannschaft in Brasilien Weltmeister.

## Leben
Weidenfeller wuchs in Nentershausen im Westerwald auf. Mit dem Fußballspielen begann er im Alter von fünf Jahren bei den Sportfreunden Eisbachtal und spielte dort elf Jahre lang. Sein Vater trainierte ihn privat auf der eigenen Wiese und Dirk Hannappel im Verein. Als 15-Jähriger wechselte er in die Jugendabteilung des 1. FC Kaiserslautern, 160 Kilometer von Nentershausen entfernt und lebte zunächst im Internat des Vereins. Er ist gelernter Bürokaufmann. Am 3. März 2016 brachte seine Frau den ersten gemeinsamen Sohn zur Welt.
Weidenfeller gehört der römisch-katholischen Kirche an und engagiert sich für roterkeil.net – holt die Kinder vom Strich, eine Initiative gegen Kinderprostitution, die von dem Priester Jochen Reidegeld gegründet wurde.

## Karriere

### Vereine

#### 1. FC Kaiserslautern
1998 schaffte Weidenfeller den Sprung ins Amateurteam der Pfälzer und wurde dort bald nach seinem Debüt im April 1999 Stammtorwart. Im Sommer 1999 wurde er mit einem Profivertrag ausgestattet. In der Saison 1999/2000 war er dritter und nach der Verpflichtung von Georg Koch im Winter vierter Torwart der Profimannschaft. Ab der Saison 2000/01 war er zweiter Torwart – Andreas Reinke hatte den Verein verlassen und Weidenfeller erhielt den Vorzug vor Uwe Gospodarek. In den Spielzeiten 2000/01 und 2001/02 bestritt er jeweils drei Bundesligaspiele als Vertretung von Koch. Am 8. März 2001 spielte er zudem im UEFA-Pokal gegen die PSV Eindhoven (1:0) und zeigte eine herausragende Leistung.

#### Borussia Dortmund

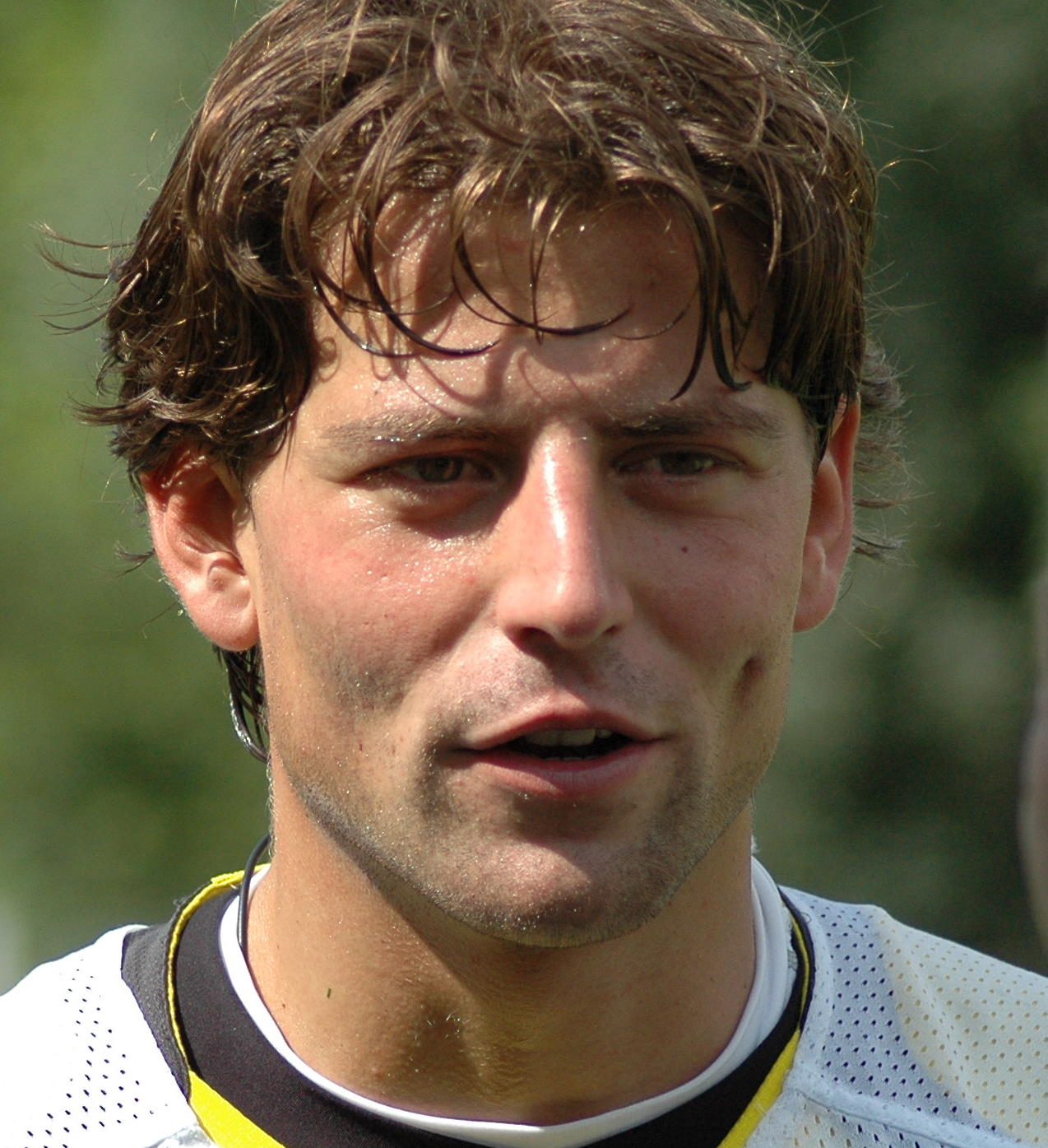
Roman Weidenfeller im Sommer 2006 beim Training

Weidenfeller wurde im Juli 2002 ablösefrei von Borussia Dortmund verpflichtet. In Dortmund fungierte er als Ersatztorwart hinter Jens Lehmann. Aufgrund einer Verletzung Lehmanns in der zweiten Saisonhälfte kam Weidenfeller in der Spielzeit 2002/03 auf elf Einsätze in der höchsten deutschen Spielklasse.
Nach dem Wechsel von Lehmann zum FC Arsenal im Sommer 2003 wurde Weidenfeller zur neuen Nummer eins erklärt. Er konnte allerdings in der Hinrunde die in ihn gesetzten Erwartungen nicht erfüllen und geriet mehrmals durch Fehler in die Schlagzeilen. Zu Beginn der Rückrunde 2004 schenkte der damalige Trainer Matthias Sammer dem im Sommer als Ersatzmann verpflichteten Guillaume Warmuz das Vertrauen. Der ältere und erfahrenere Warmuz sollte der sich damals im Umbruch befindenden Dortmunder Mannschaft einen größeren Rückhalt geben. Unter dem neuen Trainer Bert van Marwijk musste sich Weidenfeller zu Saisonbeginn 2004/05 zunächst weiter mit der Reservistenrolle zufriedengeben. Am 9. Spieltag erhielt er im Heimspiel gegen den Hamburger SV überraschend den Vorzug gegenüber Warmuz. Trotz anfänglichem Unverständnis unter den Dortmunder Fans erkämpfte er seine Stammposition im Tor und die Gunst der Anhänger zurück.

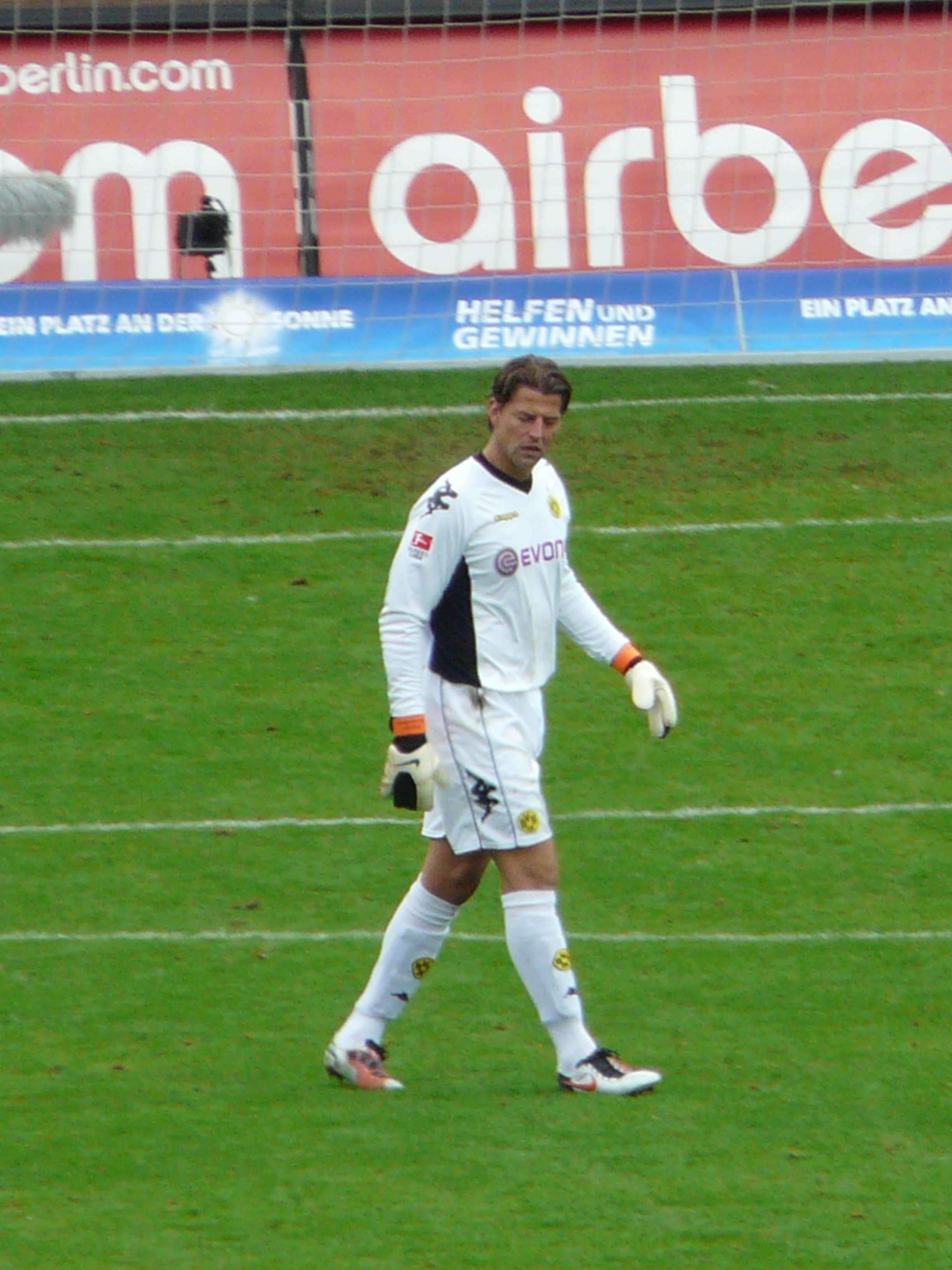
Weidenfeller während der Meistersaison in Aktion (2010)

In der Saison 2005/06 festigte Weidenfeller aufgrund stetiger Leistungssteigerung seine Position als Stammtorhüter. Die Fachpresse würdigte seine Leistung durch zahlreiche Auszeichnungen. Von den Fußballfans wurde er sowohl im März als auch im Mai 2005 zum Fußballer des Monats gewählt.
Zu Beginn der Saison 2007/08 geriet Weidenfeller in eine Auseinandersetzung mit dem Schalker Nationalspieler Gerald Asamoah, in deren Verlauf er den Stürmer beleidigte. Weidenfeller wurde nach einer Anhörung durch den DFB „wegen einer herabwürdigenden und verunglimpfenden Äußerung“ nach § 9 der Rechts- und Verfahrensordnung des DFB für drei Spiele gesperrt. Außerdem wurde er zu einer Geldstrafe in Höhe von 10.000 Euro verurteilt. Nach eigener Darstellung hatte Weidenfeller den Schalker als „schwule Sau“ bezeichnet. Andere Quellen geben an, er habe sein Gegenüber als „schwarzes Schwein“ verunglimpft.
Nach einer Schulterverletzung wurde Weidenfeller am 22. Dezember 2007 operiert und kehrte erst Ende März ins Mannschaftstraining des BVB zurück. Am 12. April 2008, kurz vor seinem geplanten Comeback, zog er sich im Training einen Teilriss des Innenbandes zu und fiel damit bis zum Saisonende aus. Daher stand er eine Woche später im DFB-Pokal-Finale in Berlin, das mit 1:2 (n. V.) gegen den FC Bayern München verloren wurde, nicht im Kader. Im ersten Spiel der Saison 2008/09 bei Bayer Leverkusen verletzte sich Weidenfeller erneut. Er erlitt ohne direkte Einwirkung eines Gegenspielers eine Fleischwunde am linken Knie. Ab dem vierten Spieltag war er wieder Stammtorhüter des BVB.
In der Saison 2010/11 wurde Weidenfeller mit Borussia Dortmund zum ersten Mal in seiner Karriere Deutscher Meister. In Vertretung des lange verletzten Kapitäns Sebastian Kehl nahm er als Spielführer der Dortmunder Saison die Meisterschale entgegen. Im August 2011 verursachte ein Interview Weidenfellers mit den Ruhr Nachrichten Irritationen beim DFB. Nachdem er wiederholt nicht für die Nationalmannschaft nominiert worden war, wurde er dort mit den Worten zitiert: „Vielleicht sollte ich mir aber die Haare schneiden oder einfach etwas zierlicher werden.“ Dies wurde von einigen Medien als Anspielung auf eine vermeintliche Homosexualität von Bundestrainer Joachim Löw interpretiert.
In der Saison 2011/12 wurde Weidenfeller mit Borussia Dortmund zum zweiten Mal in seiner Karriere Deutscher Meister, am 12. Mai 2012 außerdem DFB-Pokalsieger. Die Mannschaft schlug den FC Bayern München im Finale mit 5:2.
In der Saison 2012/13 wurde Weidenfeller besonders in der Champions League für seine Leistungen gelobt, die dazu beigetragen hatten, dass Borussia Dortmund ins Finale eingezogen war. Am 25. Mai 2013 unterlag er mit seiner Mannschaft im Finale dem nationalen Konkurrenten FC Bayern München im ersten rein deutschen Finale dieses Wettbewerbs mit 1:2.
Weidenfeller bestritt am 1. November 2013 beim 6:1-Sieg im Heimspiel gegen den VfB Stuttgart sein 300. Bundesligaspiel.

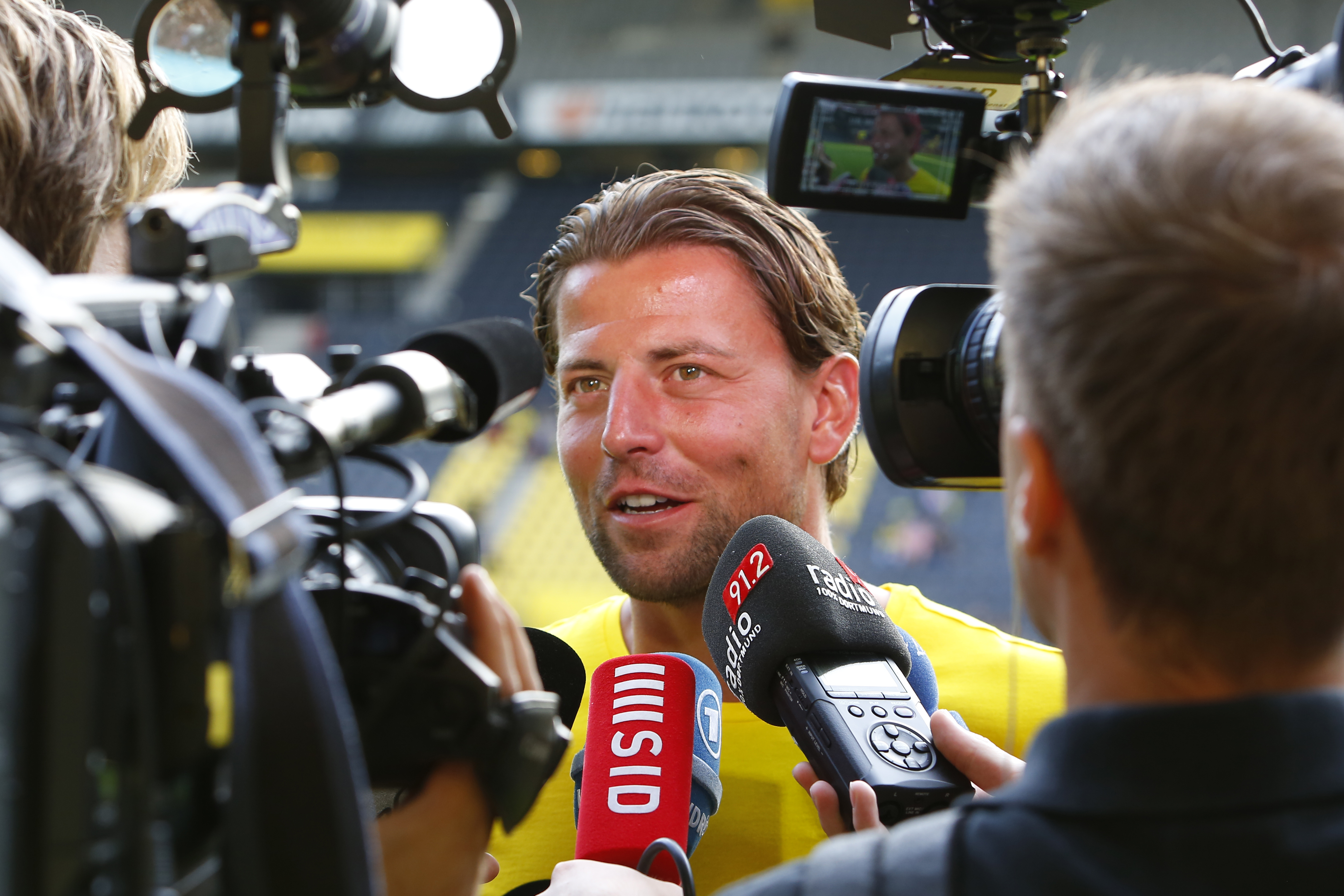
Weidenfeller beim Interview zu Beginn der Saison 2014/15

In der Saison 2014/15 zeigte Weidenfeller schwankende Leistungen, während die Borussia erstmals seit Jahren aus der Bundesligaspitze und sogar bis in den Abstiegskampf abrutschte. Gegen Ende der Hinrunde verlor er zwischenzeitlich seinen Stammplatz an den Australier Mitchell Langerak. Zur Rückrunde wurde er wieder konstant im Tor aufgeboten, u. a. da Langerak an der im Frühjahr stattfindenden Asienmeisterschaft teilnahm. Im Saisonendspurt musste er, während der BVB eine Aufholjagd bis auf einen Europa-League-Startplatz vollendete, wiederum auf der Bank Platz nehmen. Nach einem Einsatz im letzten Saisonspiel gegen Werder Bremen wurde ihm, wie erwartet, im DFB-Pokal-Finale, das 1:3 gegen den VfL Wolfsburg verloren ging, Langerak vorgezogen.
Nachdem zunächst über eine Etablierung Langeraks und einen Zweikampf mit Weidenfeller spekuliert worden war, verpflichtete Borussia Dortmund unter dem neuen Trainer Thomas Tuchel den Schweizer Torhüter Roman Bürki vom abgestiegenen SC Freiburg. Kurz danach wechselte Langerak zum VfB Stuttgart, und es kam zu einem Duell zwischen Weidenfeller und Bürki. In der Vorbereitungsphase war lange unklar, wen Tuchel im Tor aufbieten würde. In der Qualifikation zur Europa League bekamen beide je einen Einsatz. Schließlich musste Weidenfeller das erste Bundesligaspiel der neuen Saison gegen Borussia Mönchengladbach von der Ersatzbank aus verfolgen. Tuchel erklärte, dass Weidenfeller dafür die internationalen Pokalspiele spielen werde. Seinen ersten Bundesligaeinsatz in der Saison 2015/16 absolvierte Weidenfeller beim 2:0-Auswärtssieg am 24. Spieltag gegen SV Darmstadt 98, als er den erkrankten Bürki vertrat. Am 27. Mai 2017 gewann Weidenfeller mit dem BVB zum zweiten Mal in seiner Karriere den DFB-Pokal. Im Finale gegen Eintracht Frankfurt (2:1) war er Ersatztorwart, zuvor hatte Weidenfeller in den ersten beiden Runden des Wettbewerbs gegen Eintracht Trier (3:0) und den 1. FC Union Berlin (4:1 n. E.) zwischen den Pfosten gestanden.
Am 9. Mai 2017 verlängerte er seine Vertragslaufzeit beim BVB bis zum 30. Juni 2018. Zum Ende der Saison 2017/18 beendete er nach seiner Einwechslung für Stammtorhüter Bürki am 34. Spieltag seine aktive Karriere, wird aber in anderer Funktion weiterhin beim BVB tätig sein.
Sein Abschiedsspiel fand am 7. September 2018 vor über 70.000 Zuschauern im Westfalenstadion statt.

### Nationalmannschaft

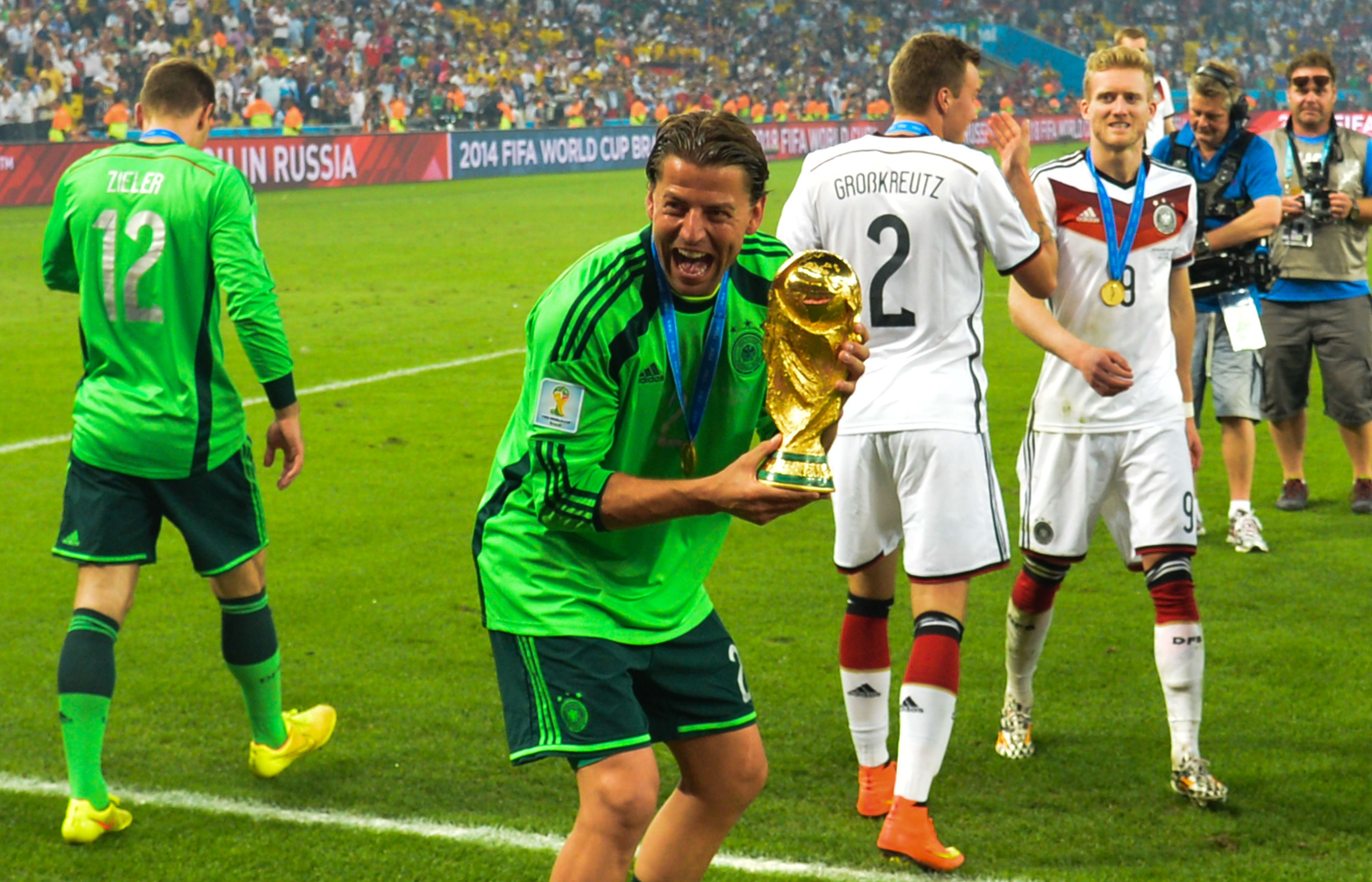
Weidenfeller (Mitte) neben Ron-Robert Zieler (links), Kevin Großkreutz (2. von rechts) und André Schürrle (rechts) mit dem WM-Pokal bei der WM 2014 in Brasilien

Sein Debüt in einer DFB-Auswahl gab Weidenfeller am 3. April 1997 in Weinheim bei der 0:1-Niederlage der U-16-Nationalmannschaft gegen die Auswahl der Türkei. Vier Monate darauf absolvierte er am 10. August in Oberhaching, beim 5:1-Sieg gegen die Auswahl des Omans, und am 22. August in Hard, beim 5:2-Sieg gegen die Auswahl Österreichs, seine ersten zwei Länderspiele für die U-17-Nationalmannschaft.
Im gleichen Jahr bestritt Weidenfeller fünf von sechs Turnierspielen bei der U-17-Weltmeisterschaft in Ägypten und belegte mit der deutschen Mannschaft den vierten Platz. Er wurde dabei als bester Torhüter des Turniers in das All-Star-Team berufen. Sein letztes Länderspiel für diese Auswahlmannschaft bestritt er am 25. November 1997 in Gera beim 1:1-Unentschieden gegen die Auswahl Frankreichs. Ferner kam er zwischen 1999 und 2001 zu drei Länderspielen für die U-21-Nationalmannschaft und im Jahr 2005, seit kurzem Stammtorhüter bei Borussia Dortmund, im Alter von 25 Jahren zu einem Länderspiel für die Perspektivmannschaft Team 2006.
In den folgenden Jahren blieb eine Nominierung für die A-Nationalmannschaft lange aus, bis Bundestrainer Joachim Löw Weidenfeller am 8. November 2013, infolge seiner starken Leistungen auf internationaler Ebene in der Champions League, mittlerweile 33-jährig, kurz vor der anstehenden WM erstmals für die deutsche Nationalmannschaft nominierte. Nach einer Partie auf der Bank gegen Italien kam er am 19. November 2013 beim 1:0-Sieg gegen die Auswahl Englands im Wembley-Stadion über die volle Spielzeit zu seinem Debüt. Mit 33 Jahren und 105 Tagen löste er Toni Turek als ältesten Torhüter beim Debüt ab und ist insgesamt der sechstälteste Nationalspieler beim Debüt. Danach nahm er mit der Nationalelf an der Weltmeisterschaft 2014 teil und absolvierte in der Vorbereitung zwei Partien. Bei dem Turnier in Brasilien fungierte er neben Ron-Robert Zieler als nicht eingesetzter Ersatztorwart hinter Manuel Neuer und wurde mit der Mannschaft Weltmeister. Sein fünfter und letzter Länderspieleinsatz datiert vom Juni 2015 aus einem EM-Qualifikationsmatch gegen Gibraltar, seinem einzigen Pflichtspieleinsatz für die DFB-Elf.

## Nach der Karriere
Seit 2018 ist er Experte für RTL bei den Spielen der UEFA Europa League.
Am 1. Januar 2020 hatte er einen Gastauftritt in der Fernsehsendung Das Traumschiff, in der er einen Torwart bei einem Benefiztorschießen spielte.
Am dritten Triell zur Bundestagswahl 2021 nahm er als Mitglied des Unterstützerteams von Armin Laschet, des Kanzlerkandidaten der CDU/CSU, teil. Auch bei der Bundestagswahl 2025 unterstützte er öffentlich die CDU.
Weiterhin ist er als Markenbotschafter für den BVB tätig, betreut nationale und internationale Sponsoren und war Botschafter der Stadt Dortmund während der Fußball-Europameisterschaft 2024. Außerdem ist er für den Fernsehsender Sky und den Sportartikelhersteller Puma tätig. Daneben absolviert er ein Management-Studium beim DFB und der DFL.

## Titel und Auszeichnungen
Nationalmannschaft
- Weltmeister: 2014 (ohne Einsatz)

Borussia Dortmund
- Deutscher Meister (2): 2011, 2012

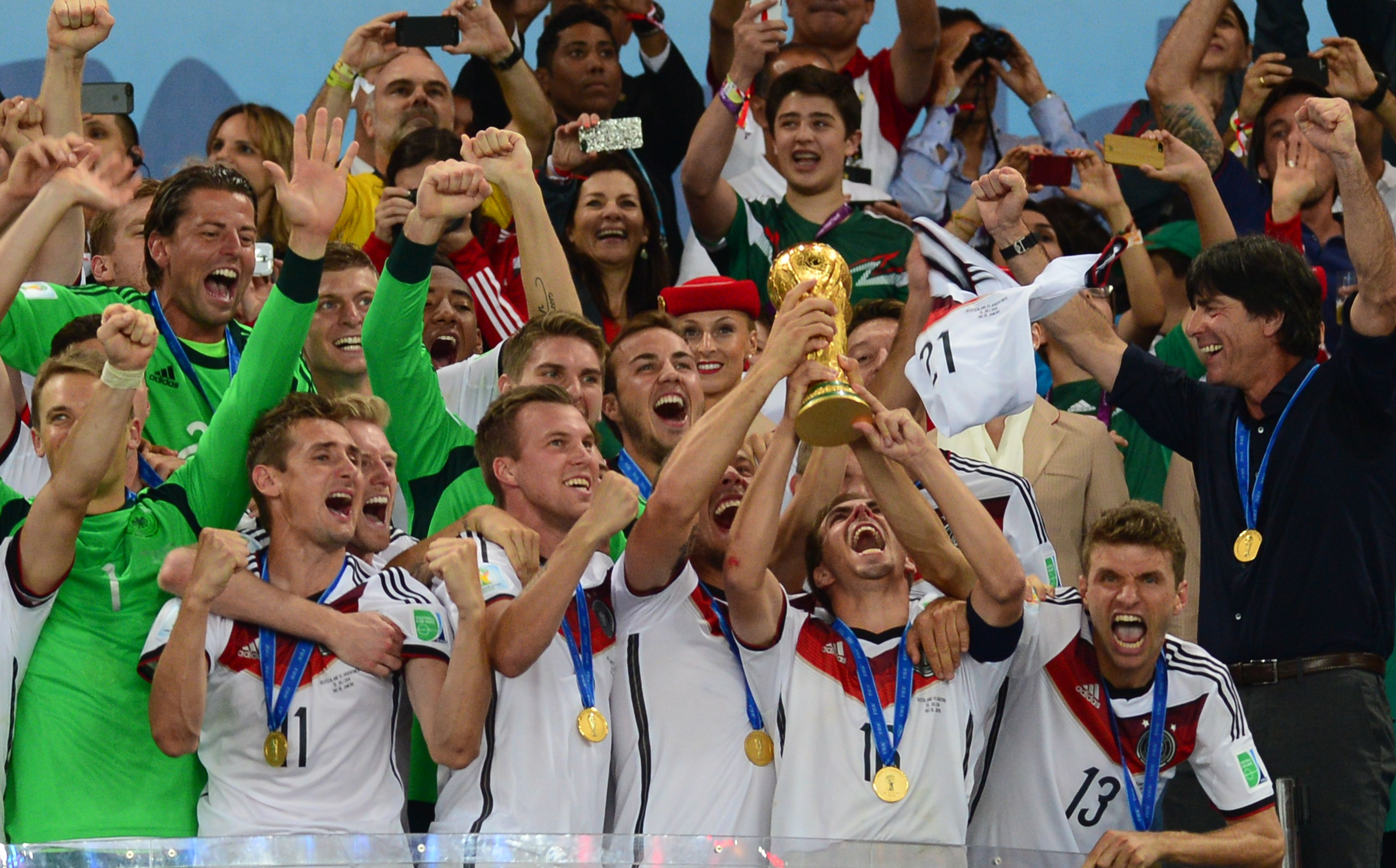
Weidenfeller und das DFB-Team bei der Übergabe des WM-Pokals 2014

- Deutscher Pokalsieger (2): 2012, 2017
- Deutscher Supercupsieger: 2013

### Auszeichnungen
- Die weiße Weste: 2009, 2011
- Fußballer des Monats: 03/2005, 05/2005
- Fußballspruch des Jahres: 2011 ( „I think we have a grandios Saison gespielt!“)[27]
- Bester Bundesliga-Torwart laut Kicker-Sportmagazin: 2005 (Note 2,58), 2006 (Note 2,65)
- Kicker-Torwart des Jahres: 2005, 2013
- Mannschaft des Jahres: 2011 (als Mitglied von Borussia Dortmund)
- Einstufung als Weltklasse in der Rangliste des deutschen Fußballs: Sommer 2013